# Marc Reisner
Marc Reisner  (* 1971 in Mannheim) ist ein deutscher Videokünstler und Regisseur.
Ein Schwerpunkt seiner kreativen Arbeit liegt auf intermedialen Projekten, die Theater und Film kombinieren.

## Ausbildung
Marc Reisner studierte Elektrotechnik, Erziehungswissenschaft und Volkswirtschaftslehre. Er promovierte über Bildmedien im Theater. Bereits während des Studiums arbeitete er als selbstständiger Designer und sammelte auch erste Erfahrungen in der Fernseh- und Filmproduktion.

## Arbeiten für Film und Theater
Von 1999 bis 2012 war Marc Reisner am Nationaltheater Mannheim für die Medienproduktion auf der Bühne verantwortlich. Er wirkte dort mit an unterschiedlichen Inszenierungen, die  moderne Bildmedien in die Theaterinszenierung integrieren.
Mark Ravenhills Gestochen scharfe Polaroids (Regie: Marlon Metzen, 2001) spielte in einer Echtzeit-Bluebox mit Echtzeit-3D-Hintergründen.
Für „FSK 16“ (Text und Regie: Kristo Šagor, 2004) produzierte Marc Reisner sogenannte Sprachinseln auf S16mm, die die eigentliche Handlung unterbrechen und die Protagonistinnen Persönliches erzählen lassen.
Mit dem argentinischen Regisseur Alejandro Tantanian arbeitete er an zwei filmisch aufwendigen Produktionen: „Amerika“ (2009) und „Nie war der Schatten“ (2012). In beiden Fällen ging es darum, eine Filmästhetik der frühen Kinojahre in das Bühnengeschehen zu integrieren.
Für die deutschsprachige Erstaufführung von Freie Sicht von Marius von Mayenburg (Regie: Burkhard C. Kosminski, 2009) produzierte er einen Ego-Shooter als Videozuspielung.
Eine ausführliche Beschreibung der technischen Vorgehensweise wurde in der Fachzeitschrift Bühnentechnische Rundschau, Heft 1/10, S. 88–89 unter dem Titel Freigeschossen. Ein Ego-Shooter für die Theaterinszenierung "Freie Sicht" veröffentlicht.
Für die ersten beiden Teile des neuen Mannheimer Rings produzierte Marc Reisner zusammen mit dessen Regisseur Achim Freyer die Videozuspielungen.
Darüber hinaus war Marc Reisner immer wieder beteiligt an Projekten für andere Theater, u. a. Bayreuther Festspiele, Grand Théâtre de la Ville Luxembourg. 2005 produzierte er zusammen mit der Deluxe Productions (Das Mädchen mit dem Perlenohrring, Der Kaufmann von Venedig) das intermediale Projekt tell. Theater und Kino wurden hier in einzigartiger Weise zusammengefügt. Die Schauspieler agierten dabei vor einer Projektionsfläche, auf der ein Großteil des Abends in Form von Filmzuspielungen erzählt wurde. Die Filme wurden in fünf Bundesländern und Luxemburg auf S16mm gedreht.  Die Uraufführung von tell fand im April 2005 im Atlantis Kino in Mannheim statt.
Für das Staatstheater Oldenburg schrieb Marc Reisner 2007 zusammen mit dem Autor und Regisseur Kristo Šagor eine Bühnenfassung von Frankenstein. In dieser Produktion übernahm er auch die Regie der Filmanteile.
Insgesamt hat Marc Reisner Medienproduktionen für über 100 Theaterabende / Performances im In- und Ausland entworfen und umgesetzt.

## Lehrtätigkeiten
Als Dozent lehrt Marc Reisner Film- und Theaterpraxis und -theorie an verschiedenen Hochschulen und Universitäten. Zusätzlich unterrichtete er Medienpädagogik an der F+U Schule in Heidelberg. Außerdem war er bereits für die Akademie für Darstellende Kunst Baden-Württemberg tätig.
Als Referent hielt er zahlreiche Vorträge, insbesondere zum Thema, Film und Raum.
Mittlerweile liegen seine Schwerpunkte in der Filmvermittlung hinsichtlich CSR (Corporate Social Responsibility), sowie Innovation- und StartUp-Kultur.
2014 hatte er an der Hochschule Mannheim eine Vertretungsprofessur im Bereich Medien- und Kulturanalyse.
Ab dem Wintersemester 2015/16 hatte er eine Vertretungsprofessur an der Hochschule Rhein / Main im Aufgabengebiet: Methoden, Medien und Sozialmanagement in der sozialen Arbeit. 2020/21 erhielt er eine weitere Vertretungsprofessur an der HDM Stuttgart im Bereich Filmtheorie, Spieldesign und Kulturelle Kontexte. 

## Flimmermenschen – Akademie für Film und Alltag und Designzentrum Rhein Neckar
Von 2013 bis 2016 leitete Marc Reisner "Flimmermenschen - Akademie für Film und Alltag", eine Filmschule in Mannheim für junge Menschen, die sich noch in der Berufsorientierung oder Ausbildung befanden. Flimmermenschen schloss die Lücke zwischen ambitionierten medienpädagogischen Projekten und Filmhochschulen.
Seit 2016 ist Marc Reisner 1. Vorsitzender des Designzentrum Rhein Neckars. Der gemeinnützige Verein beschäftigt sich mit der Veränderung der Gesellschaft durch Design. Alle zwei Jahre richtet das Designzentrum das Internationale Designfest "UNCOVER MANNHEIM" aus. 2016 war Stefan Sagmeister als Keynote Speaker in Mannheim.

## The Look of Sound
Marc Reisner war von 2016 bis 2018 zusammen mit Katrin Rabus Kurator und Festivalleiter von "The Look of Sound". Die internationale Tagung stellt Regisseuren aus dem Musikfilmgernes eine Plattform zur Vernetzung und Erfahrungsaustausch bereit. Die Veranstaltung findet seit 2016 in der Popakademie Mannheim statt. Gäste waren unter anderem bisher Hannes Rossacher, Wolfgang Bergmann und Joris.

## Sonstiges
Seit 2007 ist Marc Reisner Teilhaber am Mannheimer Tonstudio Formstreng, das softwaregestützte Neue sowie populäre Musik unter anderem für Kurt von SuSo  und das Duo Lilienweiss  produziert. Seit 2017 ist er für das Innovationsmanagement einer der größten chinesischen Brandingagenturen verantwortlich. Sein Schwerpunkt liegt dabei auf der Entwicklung deutsch-chinesischer Kooperationen und Produkte. 2019 wurde er nach China eingeladen, um dort über westliches Design / Kino / Theater zu referieren.

## Publikationen
- Fundus Medienprojekt: 50 Methoden und Konzepte für die Schule. Weinheim 2010 (Koautor für mediale Methoden)
- Medienpädagogik im Theater. Vorüberlegungen und Fallstudien am Beispiel des Mannheimer Nationaltheaters. Saarbrücken 2008.
- Die Bühne als Virtuelles Studio. In: Bühnentechnische Rundschau. Heft 1/02, S. 6–12.
- Virtuelles Theater in Mannheim. In: Professional Production. Januar/Februar 2002, S. 16–17.
- Tiny Dynamite. Die Einführung der DVD für die Bühnenbildproduktion am Nationaltheater Mannheim. In: Bühnentechnische Rundschau. Heft 1/03, S. 22–24.
- Es werde DVD. In: Professional Production. Januar/Februar 2003, S. 24–25.
- Schillervision. Interaktive Installation zu den Schillertagen Mannheim. In: Bühnentechnische Rundschau. Heft 5/03, S. 44–48.
- Crossover: Theater und Film. In: Bild Klang Wort. Grundlagenwissen Gestaltung. Band I. Münster, S. 69–88.
- Zwang zum Naturalismus oder Möglichkeiten der Abstraktion. Ein Vergleich der Gestaltungsmöglichkeiten im Film und Theater. In: Wahrnehmen und Gestalten. Das Spiel zwischen Filmemacher und Betrachter. Dokumentation zum 18. Mannheimer Filmsymposium vom 3. bis 5. Oktober 2003, S. 116–121.
- Der Abschied vom Video? In: Bühnentechnische Rundschau. Heft 2/04, S. 26–29.
- „tell“: Matsch und Megabyte. Medienprojekt für die Mannheimer Schillertage. In: Bühnentechnische Rundschau. Sonderband 2005, S. 82–85.
- Ja. Eine virtuelle Fahrt durch Deutschland. In: Bühnentechnische Rundschau. Heft 3/06, S. 18–21.
- Bühne, Film und eine Polarstation. In: Bühnentechnische Rundschau. Heft 4/07, S. 40–43.
- Freigeschossen. Ein Ego-Shooter für die Theaterinszenierung „Freie Sicht“. In: Bühnentechnische Rundschau. Heft 1/10, S. 88–89.
- Ganz großes Kino. Visuelle Kinoeffekte im Theater. In: Bühnentechnische Rundschau. Sonderband 2011: Medien, Kunst, Technik, S. 94–98.
- Freie Software für Medienproduktion. In: Bühnentechnische Rundschau. Heft 3/11, S. 71–73.
- Medienpädagogik im Theater. In: merz. Heft 3/11, S. 69–73.
- Alles für lau. Freewaresoftware für Medienpädagogik. In: merz. Heft 5/11, S. 68–72.
- Medienpädagogik im Theateralltag. In: Korrespondenzen. Zeitschrift für Theaterpädagogik. Heft 59, S. 45–46.